# Wayne Ferreira
Wayne Richard Ferreira (født 15. september 1971 i Johannesburg, Sydafrika) er en tidligere sydafrikansk tennisspiller, der var professionel fra 1989 til 2005. Han vandt igennem sin karriere 15 single- og 11 doubletitler, og hans højeste placering på ATP's verdensrangliste var en 6. plads, som han opnåede i marts 1995.

## Grand Slam
Ferreiras bedste Grand Slam-resultater i singlerækkerne er to semifinalepladser ved Australian Open, i henholdsvis 1992 og 2003.